# 別府秘宝館

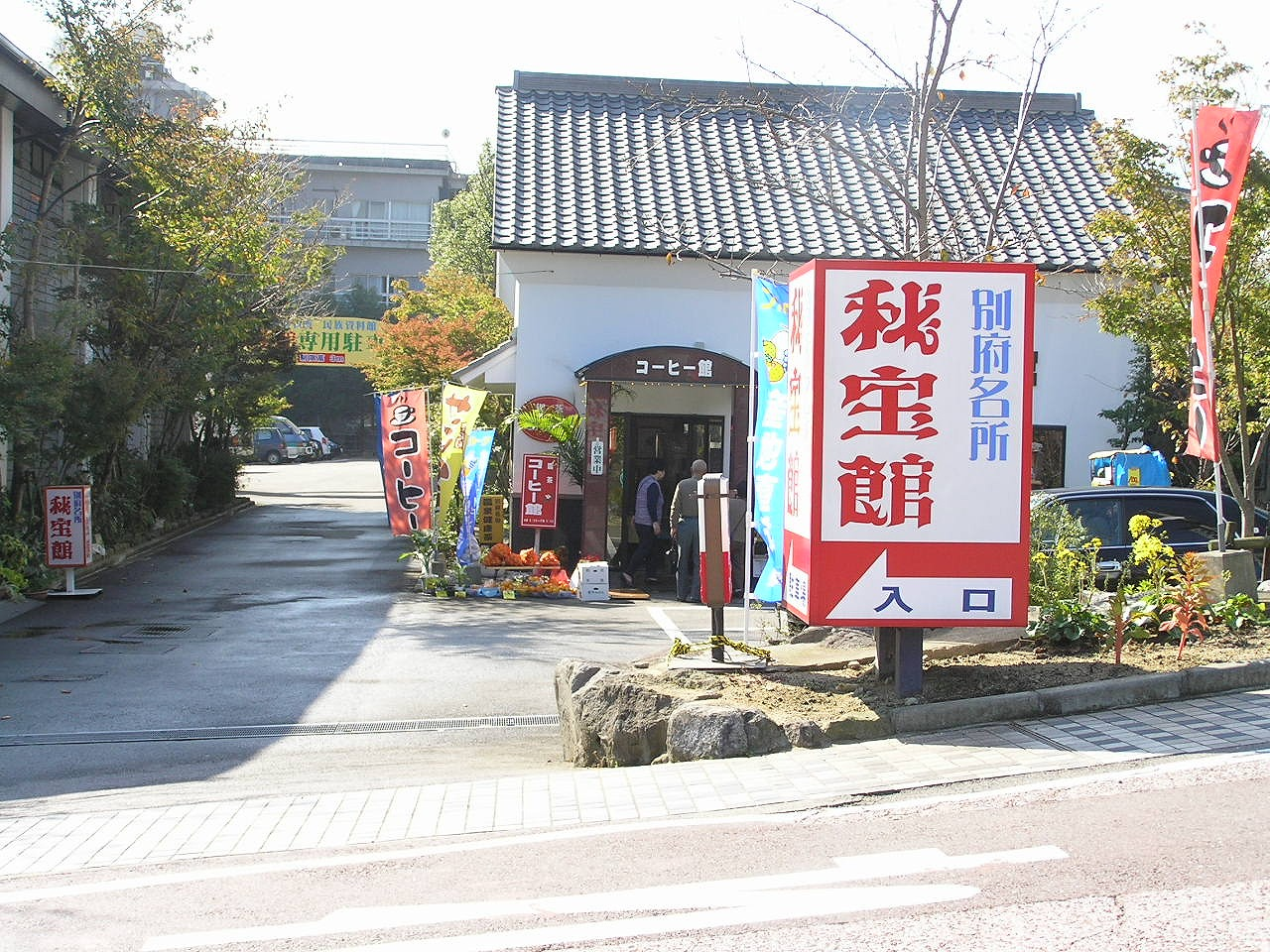
別府秘宝館（2004年11月）

別府秘宝館（べっぷひほうかん）、別府民族資料館（べっぷみんぞくしりょうかん）は、大分県別府市鉄輪温泉のみゆき坂にあった秘宝館。世界と日本の性民俗的な資料館である。かつては鉄輪温泉のホテルあしやに隣接してあったが、後に別府地獄めぐり内の一ヵ所になる鬼山地獄（ワニ地獄）の向かいに移転した。2011年5月15日の営業終了を以て廃館となった。

## 概要
展示内容は、世界各国から収集された男性器型の石、四十八手人形、パプアニューギニアのペニスケース、蝋人形（モデルがエマニエル夫人やヘンリー・フォンダ、マリリン・モンローなど）。主たる展示物は蝋人形で、男女の性行為を再現したものなど制作レベルは非常に高いものであった。その他、獣医や自然動物公園の協力を得たという哺乳動物の生体コレクション、顔出し看板、ゲームなど観光客参加型の展示品が多かった。広くエレベーターまで設けられた建物や内装に至るまで美麗で洗練があり、秘宝館にありがちなうらぶれた雰囲気は皆無であった。また、珍しく館内撮影が全面的に認められていた。

## 所在地
- 大分県別府市鉄輪渋湯338-3